# نیروگاه بترسی

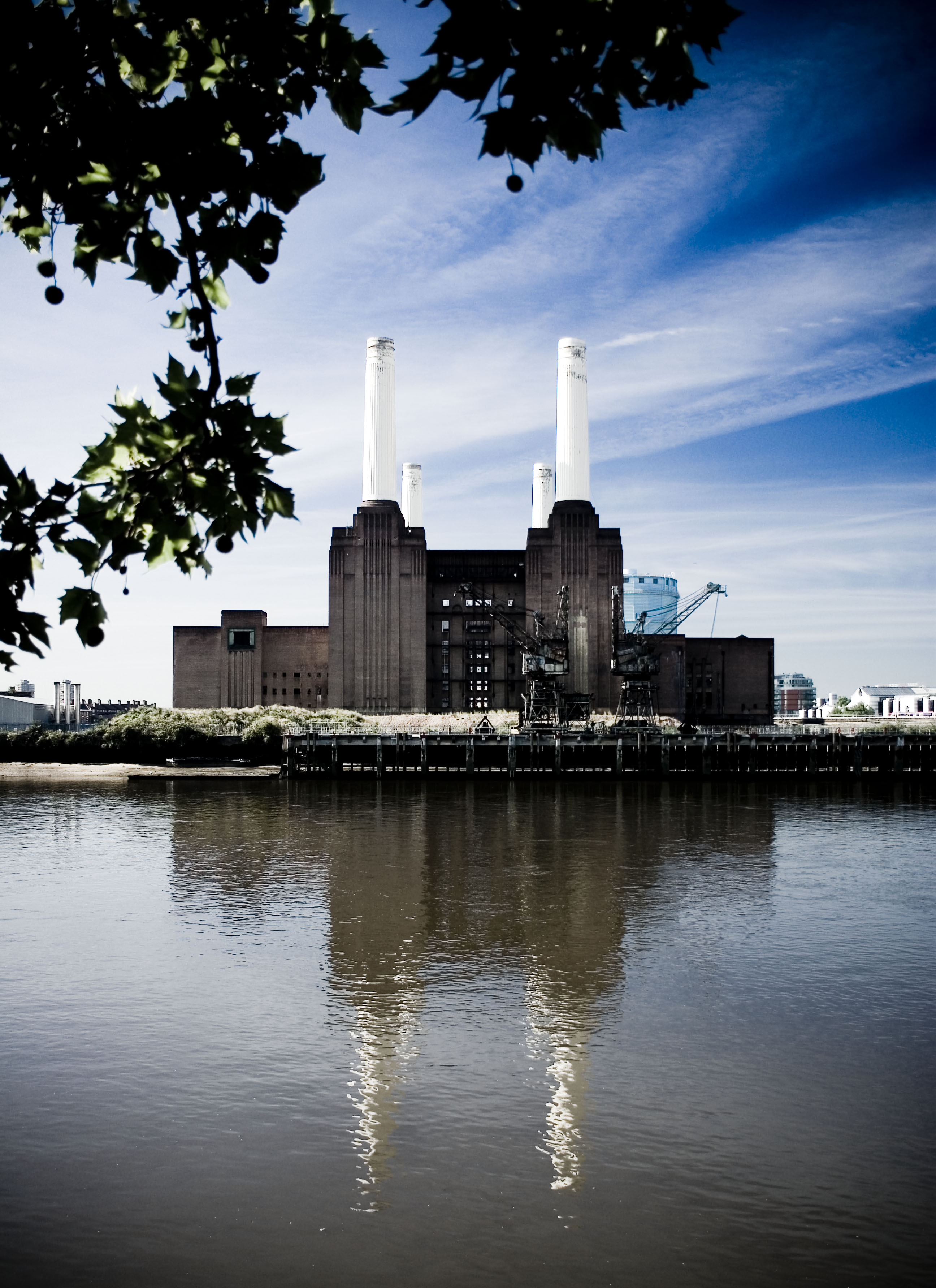
عکسی از نیروگاه بترسی (۲۰۰۶)

نیروگاه بترسی (به انگلیسی: Battersea Power Station) یک نیروگاه از کارافتادهٔ سوخت فسیلی است که در جنوب رودخانهٔ تیمز لندن قرار گرفته است.این نیروگاه خود از دو نیروگاه با ساختار یکسان تشکیل شده که در دو مرحله ساخته شده‌اند.
شهرت این نیروگاه بیشتر به دلیل حضورش در یک صحنه از فیلم کمک! گروه بیتلز، یکی از نماهنگ‌های گروه جوداس پریست (Another Thing Comin) و استفادهٔ تصویری از آن در جلد یکی از آلبوم‌های گروه موسیقی پینک فلوید (جانوران) و استفاده‌هایی از این قبیل می‌باشد.